# Église Notre-Dame de Parthenay-de-Bretagne
Pour les articles homonymes, voir Église Notre-Dame.
L’église Notre-Dame est un édifice religieux situé à Parthenay-de-Bretagne, dans le département français d'Ille-et-Vilaine, région Bretagne.

## Historique
Édifiée au XIIe siècle, l’église Notre-Dame a été en grande partie reconstruite au cours des siècles suivants. Le chœur fut rebâti au XVe siècle, le porche sud édifié au XVIIe siècle, la sacristie au XVIIIe siècle.
Le clocher est élevé au XIXe siècle.
Au début du XXe siècle, l’intérieur de l’église et le porche ont été décorés par des peintures murales. L’église est restaurée en 1920.
L'église fait l’objet d’une inscription au titre des monuments historiques depuis le 20 novembre 1939.

## Description
L’église possède une nef unique à chevet droit, avec un porche latéral accolé à son flanc sud. La façade ouest est surmontée d’un clocher en charpente.
Les murs de la nef conservent des vestiges romans du XIIe siècle (baies longues et étroites à claveaux). La porte sud en arc brisé a été ouverte au XVe siècle. Surmontée des armoiries de la famille Pépin, elle est abritée par un porche édifié au XVIIe siècle.
L’église abrite un mobilier dont plusieurs éléments sont protégés au titre des Monuments Historiques :
- retable du maître-autel (XVIIe – XIXe siècle)[5].
- tableau de la Vierge à l’enfant (XVIIe siècle)[6].
- fonts baptismaux (XVIe siècle)[7] et leur clôture en ferronnerie (fin XVIIIe siècle)[8].
- des statues des XVIIe et XVIIIe siècles[9],[10],[11].

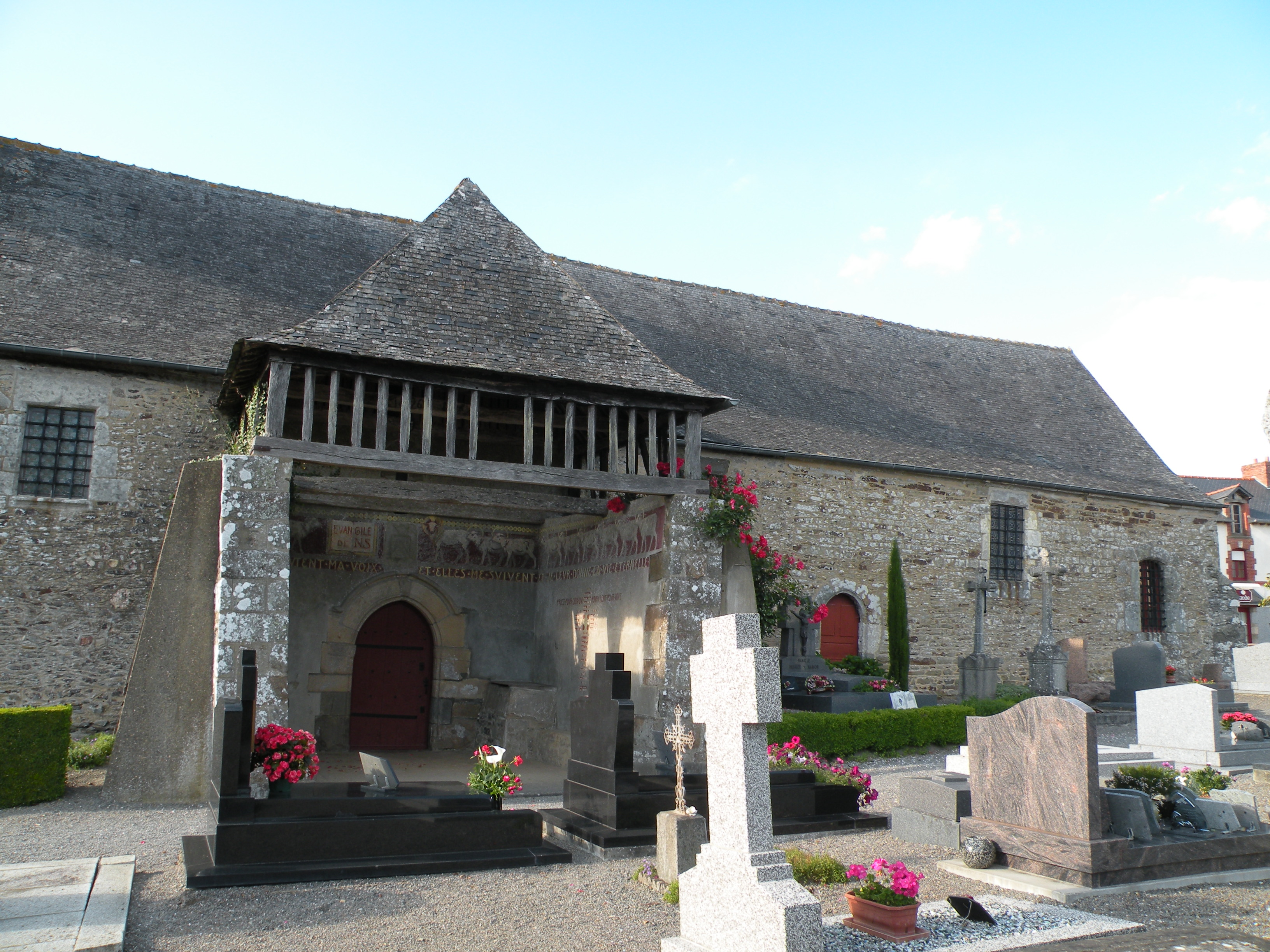
Façade sud et son porche
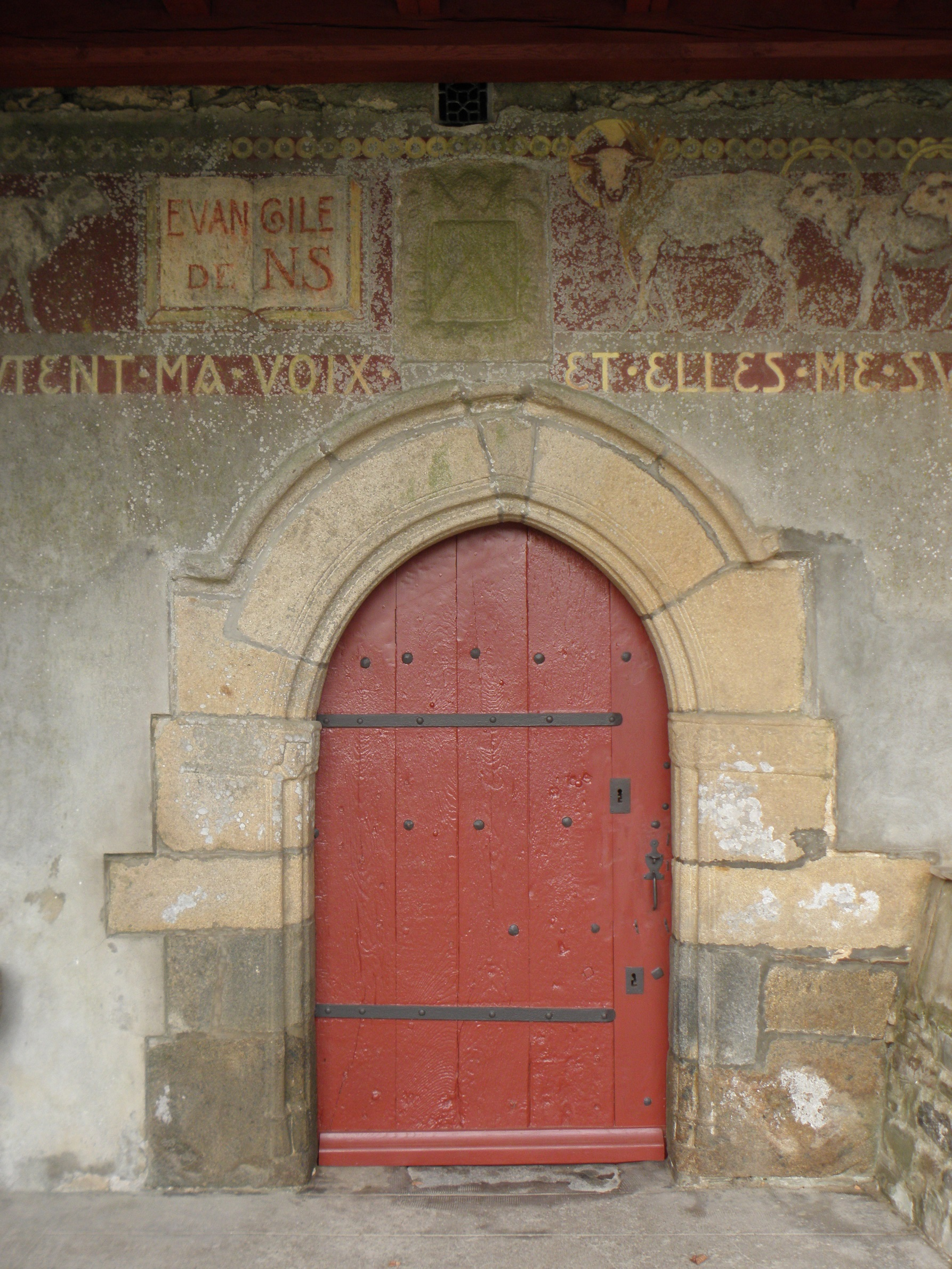
Porte du porche
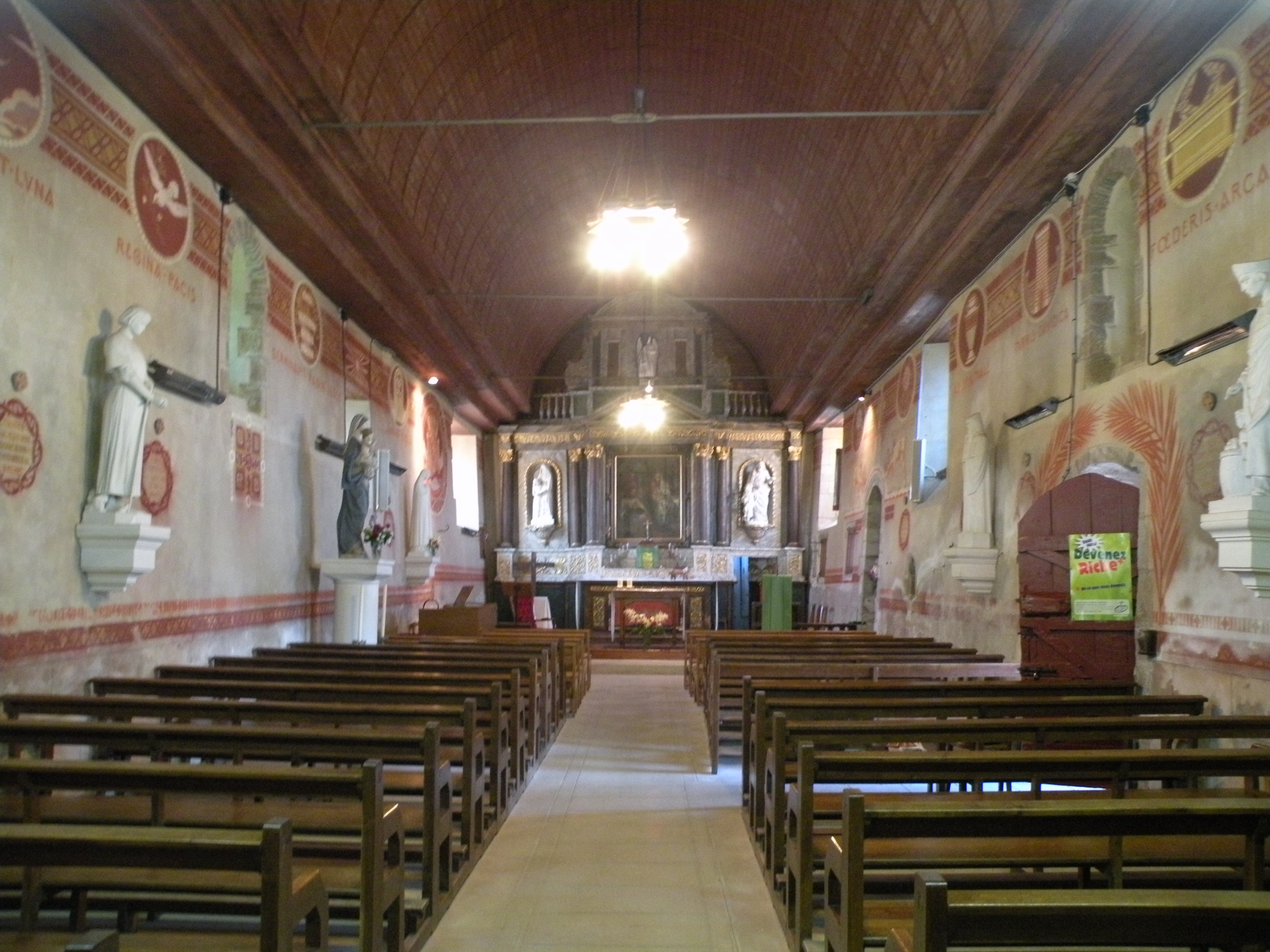
Nef
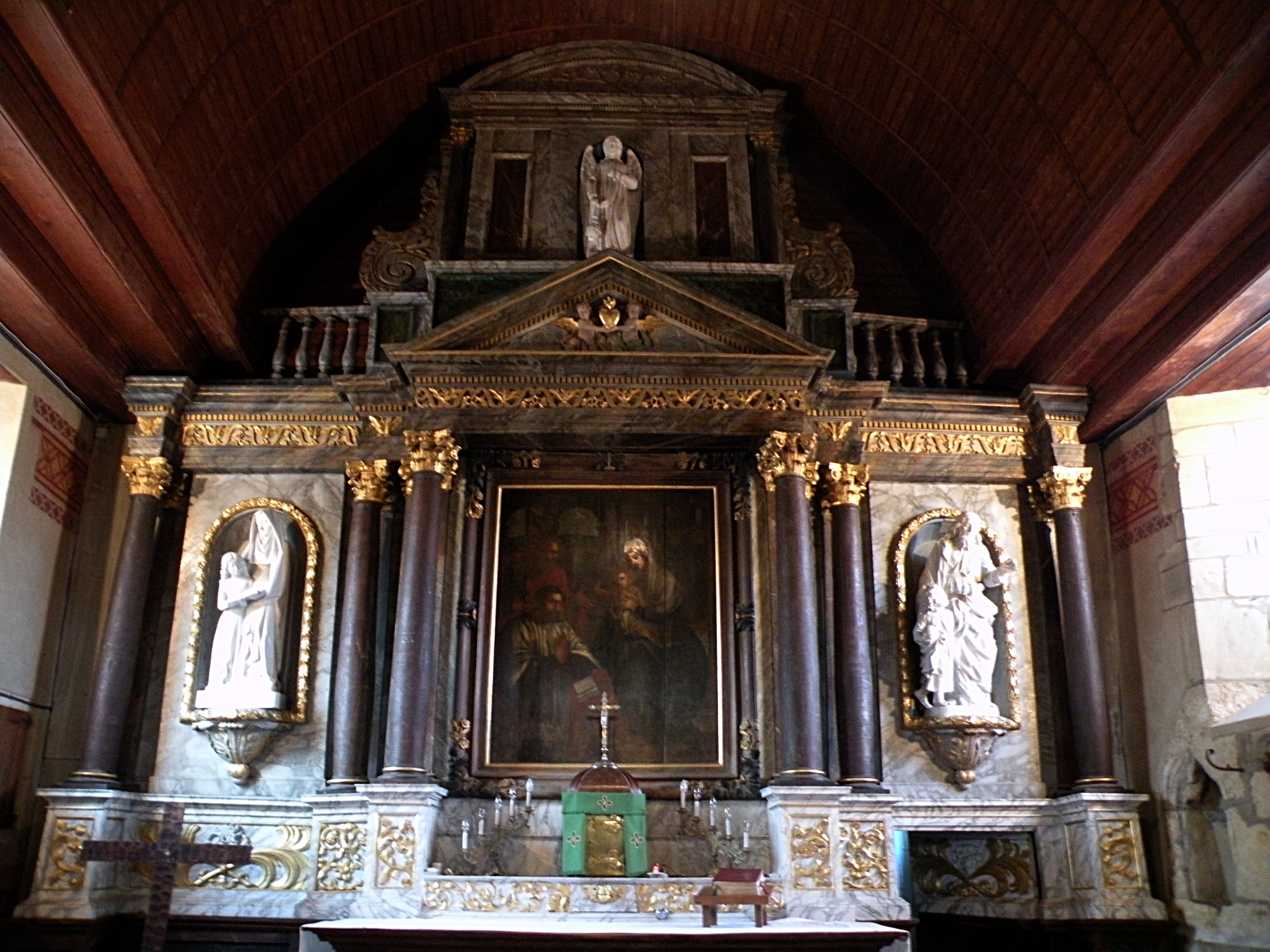
Retable du Maître-autel